# 15620 Beltrami
15620 Beltrami este un asteroid din centura principală de asteroizi.

## Descriere
15620 Beltrami este un asteroid din centura principală de asteroizi. A fost descoperit pe 29 aprilie 2000 la Prescott (Arizona) de Paul G. Comba. Asteroidul prezintă o orbită caracterizată de o semiaxă mare de 2,42 ua, o excentricitate de 0,15 și o înclinație de 1,6° în raport cu ecliptica.